# HMS Ranonculus (K117)
HMS Ranonculus (K117) je bila korveta razreda flower Kraljeve vojne mornarice, ki je bila operativna med drugo svetovno vojno.

## Zgodovina
28. julija 1941 je bila korveta predana Svobodni francoski vojni mornarici, ki jo je preimenovala v FFL Renoncule (K117). Leta 1947 so ladjo vrnili Kraljevi vojni mornarici, ki jo je že istega dne prodala; ladjo so preuredili v nosilko boj in jo preimenovali v Southern Lily. 9. januarja 1967 so ladjo razrezali v Brugesu.